# Maxie Long

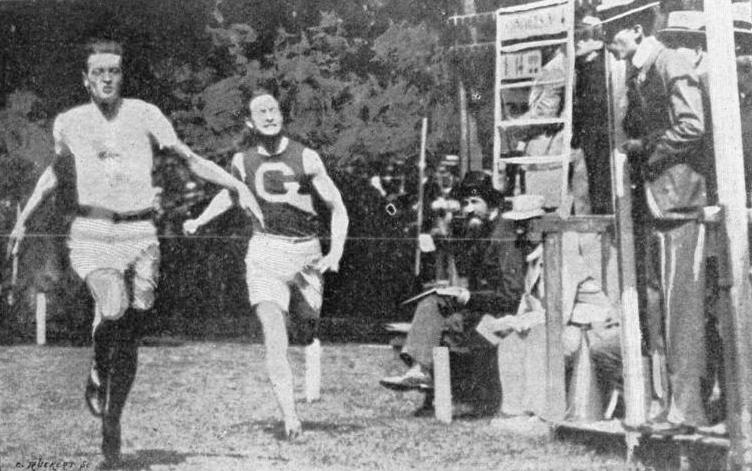
Arrivée du 400 mètres plat des JO 1900, W.L. 'Maxie' Long (G., New-York Athlétics-Club) bat William Holland (Georgetown University).

Maxwell Warburn Long dit Maxie Long (né le 16 octobre 1878 – mort le 4 mars 1959) était un ancien athlète américain, champion olympique du 400 m aux Jeux de Paris en 1900.

## Carrière
Ayant gagné trois titres AAU (Amateur Athletic Union) de 1898 à 1900 et un titre IC4A (Intercollegiate Association of Amateur Athletes of America) en 1899 sur 440 yards (environ 402 m),Maxie Long est aussi dominateur sur 220 yards (environ 201 m), discipline dans laquelle il remporte le titre AAU en 1899, ce qui constitue le premier 220 yards/440 yards de l’histoire de l’athlétisme moderne lors d’un grand championnat. Il faudra attendre 1995, soit 96 ans, pour qu’un autre athlète, en l’occurrence l’Américain Michael Johnson réussisse à rééditer un tel exploit. Ce dernier aligne quatre doublés 200 m/400 m lors de grands championnats : deux aux championnats des États-Unis 1995 et 1996, un aux Championnats de Göteborg en 1995 et le dernier aux Jeux olympiques d’Atlanta en 1996. 
En 1900, il remporte également le titre AAU sur 100 yards (91 m).
Cet athlète de l’Université Columbia est donc en toute logique l’un des favoris pour le titre sur 400 m des Jeux olympiques à Paris. À Paris, lors de la finale olympique, Long mène la course du début à la fin, battant son camarade d’entraînement, William Holland, de 3 m.
Plus tard dans l’année, Long établit de nouveaux records. Le 29 septembre, à New York, il court un 440 yards en 47 s 8 et quelques jours plus tard, un autre, cette fois-ci en ligne droite, en 47 s 0.

## Palmarès
- Jeux olympiques de 1900 à Paris,  France
  -  Médaille d'or sur 400 m en 49 s 4